# Reidar Kvammen
Reidar Kvammen (né le 23 juillet 1914 à Stavanger et mort le 27 octobre 1998 dans la même ville) était un footballeur et entraîneur norvégien.

## Biographie
En tant qu'attaquant, Reidar Kvammen fut international norvégien à 51 reprises (1933-1949) pour 17 buts. Il participa aux JO 1936, jouant tous les matchs, inscrivant un but contre la Turquie à la 80e minute, et remportant la médaille de bronze. Il fit aussi la Coupe du monde de football de 1938, jouant en tant que titulaire contre l'Italie, mais la Norvège fut éliminée en huitièmes de finale.
Il joua toute sa carrière (1931-1952) dans le même club, le Viking Stavanger, ne faisant mieux que deux finales de coupe de Norvège en 1933 et en 1947. Il est le meilleur buteur du club avec 202 buts inscrits.
Il fut l'entraîneur de deux clubs norvégiens (Molde FK et Viking Stavanger), sans rien remporter avec eux.

## Palmarès
- Jeux olympiques
  - Médaille de bronze en 1936
- Coupe de Norvège de football
  - Finaliste en 1933 et en 1947